# 無名的詩
《無名的詩》（日语：名もなき詩），是日本樂團Mr.Children的第10張單曲。1996年2月5日發行。是日本1990年代電視劇主題曲的代表性歌曲，也是Mr.Children迄今為止銷量第二高的單曲；Oricon單曲榜史上銷量第12的單曲。

## 簡介
《無名的詩》是同年由當紅明星和久井映見和堤真一主演的富士系月九劇《天使之愛》（Pure）的主題曲。唱片封面是樂團主唱櫻井和壽，他的舌頭上寫著黑色字的「NO NAME」。
首週初動約120萬張，是日本現時歷代初動銷量第二高的單曲，多年來一直是最高初動銷量單曲，直到2011年才被AKB48的《Everyday，髮箍》打破紀錄。1996年年度總銷量為230.2萬張，以僅僅3萬張的優勢小勝globe的《DEPARTURES》，成為年度單曲銷量冠軍，是Mr.Children銷量第二高的單曲，僅次於《Tomorrow never knows》。。
Mr.Children憑此單曲及1994年的Tomorrow never knows，成為日本唯二擁有兩張兩百萬單曲銷量的歌手(另一個為恰克與飛鳥)
本首歌的其中一句歌詞「僕はノータリン」是個對智障人士的蔑稱，被日本的電視台列為【放送禁止用語】，因此現場演唱時這句以「言葉では足りん」取代。

## 收錄曲目
全碟作詞、作曲：櫻井和壽；全碟編曲：小林武史 & Mr.Children
1. 無名的詩（名もなき詩）
富士系月九劇《天使之愛》主題曲
2. 還會再見面吧（また会えるかな）
日產車款（Bluebird）的電視廣告曲
3. 無名的詩（純配樂版）

## 外部連結
- 唱片介紹 （页面存档备份，存于） Mr.Children官方網站